# Roland Abramczyk
Roland Ludwig Adolf Abramczyk (Treuen, 1880. január 27. – 1938) német író, költő, tanár.

## Élete
Szász Királyságból származott, 1883-tól a treueni középiskolába járt. 1898-ban a Lipcsei Egyetemen modern nyelveket, valamint német nyelvet és irodalmat tanulmányozott. Tanulmányait a berlini egyetemen fejezte be, itt szerezte doktori címét is, disszertációja címe: Die Quellen zu Walter Scotts Roman, Ivanhoe. Berlini tartózkodása alatt csatlakozott a Neue Gemeinschaft nevű, monista - panteista vallást követő csoporthoz. Közel álltak hozzá Gustav Landauer, Julius Hart éd Bruno Wille tanai, ők befolyásolták szellemi fejlődését. Diplomája megszerzése után először Varsóban telepedett le, ahol oktatóként dolgozott. Visszahívták Berlinbe, s 1904 nyarán Bernauban pedagógiatanárként kezdett dolgozni. Vezető tanári vizsgáját 1908-ban tette le. Szemináriumi évét Berlin-Wilhelmsdorfban, a Viktoria-Luisen-Schule-ban fejezte be. 1909-ben ugyanebben az iskolában mint vezető tanárt alkalmazták. 1912. húsvétján, a tanév elején Eschwege városába költözött, itt a helyi önkormányzat lánygimnáziuma igazgatója lett. 1928-ban Wittstock-ban, 1930-ban Bad Freienwaldéban volt igazgató.   

## Válogatott munkái
- Mein heiliger Frühling (költemények), 1903
- Über die Quellen zu Walter Scotts Roman „Ivanhoe“, Kreipohm, 1903
- Jugendgericht, wie es sein soll, in: Vossische Zeitung vom 26. Februar 1928.

## Külső hivatkozások
- Munkáinak bibliográfiája a Deutsche Nationalbibliothek oldalán
- Oldala a literaturport.de webhelyen

## Fordítás
- Ez a szócikk részben vagy egészben  a   Roland Abramczyk című német Wikipédia-szócikk ezen változatának fordításán alapul.  Az eredeti cikk szerkesztőit annak laptörténete sorolja fel. Ez a jelzés csupán a megfogalmazás eredetét és a szerzői jogokat jelzi, nem szolgál a cikkben szereplő információk forrásmegjelöléseként.